# Цинь Лян'юй
Цинь Лян'юй (1574—1648), ввічливе ім'я Чженсу — жінка-генерал, відома тим, що захищала династію Мін від нападів династії Цін під керівництвом маньчжурів у XVII столітті.

## Молодість і освіта
Цинь Лян'юй народилася в Чжунчжоу (忠州), що в сучасному повіті Чжун, Чунцін, у сім'ї етнічних мяо. Її батько, Цінь Куй (秦葵), отримав посаду гуншен (貢生) через вдалий іспит на державну службу. Він вважав, що дівчата повинні отримувати таку ж освіту, як і хлопчики, тому він змусив Цінь Лян'юй зі своїми братами вивчати історію та конфуціанську класику разом. Він також навчав їх бойовим мистецтвам. Цінь Лян'юй вивчила бойові мистецтва глибше, ніж її брати, і навчилася стрільби з лука та верхової їзди. Вона також була відома своєю майстерністю в поезії.

## Одруження з Ма Цяньчен
У 1595 році Цінь Лян'юй вийшла заміж за Ма Цяньчена (馬千乘), тусі та сюаньфуші (宣撫使; «Комісар, що оголошує та заспокоює») округу Шичжу, і супроводжувала його в незначних битвах проти місцевих воєначальників на південно-західному кордоні імперії Мін. У них був хороший шлюб, і він часто звертався до неї за порадою. У 1599 році, коли Ян Інлун (楊應龍) розпочав повстання в Бочжоу (播州; сучасний Цзуньї, Гуйчжоу), Ма Цяньчен привів із собою 3000 вершників, щоб придушити повстання, тоді як Цінь Лян'юй щоб підтримати свого чоловіка привела ще 500 вершників. Вони успішно придушили повстання та знищили табори повстанців.
У 1613 році Ма Цяньчен образив Цю Ченюня (邱乘雲), впливового придворного євнуха, і в результаті був заарештований і ув'язнений. Пізніше він помер у в'язниці. Цінь Лян'юй змінила свого чоловіка на посаді сюаньфуші округу Шизу. Ті, хто перебував під її командуванням, були відомі як Біла кавалерія (白杆兵).

## Опір повстанським силам у Сичуані
У 1620 році старший брат Цінь Лян'юй, Цінь Банпін (秦邦屏), привів 3000 білих кіннотників до Ляодуна, щоб протистояти загарбникам з пізнішої династії Цін під керівництвом маньчжурів. Він загинув у битві на річці Хун (渾河之戰).
У 1623 році Цінь Лян'юй допоміг силам Мін у придушенні повстання Ше-Ань у Сичуані та Гуйчжоу під керівництвом Ше Чунміна (奢崇明) і Ань Бан'яня (安邦彥). У наступному році її старший брат Цінь Мінпін (秦民屏) був убитий у битві силами Ань Бан'яня.
У 1630 році, коли пізніше війська Цзінь взяли в облогу столицю Мін, Пекін, Цінь Лян'юй повела війська з Сичуані, щоб зміцнити столицю. Імператор Чунчжень засипав її хвалою у віршах і подарував їй чотири вірші, коли вона проходила через Пекін. У 1634 році, коли повстанська армія Чжан Сяньчжуна вторглася в Сичуань, Цінь Лян'юй та її син Ма Сянлінь (馬祥麟) повели свої війська в атаку на повстанців і розгромили їх у Куйчжоу (夔州; сучасний повіт Фенцзе, Чунцін) і вигнали їх. У 1640 році Цінь Лян'юй розгромила іншу повстанську силу під проводом Луо Руцая (羅汝才) у Куйчжоу та Ушані. На знак визнання її внеску в імперію Мін імператор Чунчжень призначив її опікункою спадкоємного принца (太子太保) і нагородив її титулом «Маркіза Чжунчжен» (忠貞侯; букв. «Вірна і цнотлива маркіза»).

## Пізніше життя і смерть
Імперія Мін була повалена в 1644 році силами повстанців під проводом Лі Цзичена, а її колишні території були завойовані пізнішою династією Цін (пізніше перейменованою на династію Цін). Деякі лоялісти Мін сформували залишкову державу, Південну династію Мін, на півдні Китаю, щоб протистояти династії Цін. Його номінальний правитель, імператор Лунву, також надав Цинь Лян'ю титул маркізи.

Цінь Лян'юй контролювала частину округу Шичжу, і її політика сільськогосподарського самозабезпечення зробила її регіон привабливим для біженців. Вона допомогла влаштуватися в Шичжу близько 100 000 біженців.
Цінь Лян'юй померла у 1648 році і була похована у сучасному селі Ячунь, район Дахе, округ Шичжу, Чунцін. Посмертно їй дали ім'я «Чжунчжень» (忠貞; букв. «Вірна і цнотлива») і пережила її сина Ма Сянлінь (馬祥麟).

## Спадщина
Життя Цінь Лян'ю, а також її зброя та обладунки представлені в музеї в окрузі Шичжу, Чунцін. Її статуя знаходиться в залі Ганью Шибаочжай в повіті Чжун (яка була збережена під час Проекту трьох ущелин). Разом з Хуа Мулань, Лян Хун'юй і Хе Юйфен Цінь Лян'юй є однією з найвідоміших жінок-воїнів у Китаї. 

## У масовій культурі
Цінь Лян'юй іноді з'являється як богиня дверей, як правило, у партнерстві з Му Гуй'ін.
Цінь Лян'юй — одна з 32 історичних постатей, які з'являються як спеціальні персонажі у відеогрі Romance of the Three Kingdoms XI від Koei.
Цінь Лян'юй з'являється як ігровий слуга класу Lancer у мобільній рольовій відеогрі Fate/Grand Order.

### Цитування
1. 1 2  Faceted Application of Subject Terminology
2. 1 2  Trove — 2009.
3. ↑  https://cbdb.fas.harvard.edu/cbdbapi/person.php?id=0065751
4. ↑  China Biographical Database
5. 1 2 3  Peterson, 2000, с. 306.
6. ↑  Peterson, 2000, с. 307.
7. ↑  Belsky, 2005, с. 127.
8. ↑  Peterson, 2000, с. 311.
9. ↑  DiscoverYangtze. Архів оригіналу за 2 лютого 2020. Процитовано 14 листопада 2022. [Архівовано 2020-02-02 у Wayback Machine.]
10. ↑  Edwards, 2001, с. 87.